# 黃慧丹
黃慧丹（HUANG Huidan，（1996年5月16日—） ，生於廣西省柳州市，中國女子體操世界冠軍。她亦是一名全能性選手，強項是高低杠。現為國家隊及浙江體操隊成員。

## 主要比賽成績
- 2009年 全运会预赛暨全国体操锦标赛团体亚军
- 2010年 第十一届亚洲青年锦标赛团体亚军。
- 2010年 仙桃全国体操冠军赛女子个人全能季军、高低杠亚军、自由体操季军。
- 2010年 全国体操锦标赛女子团体亚军、高低杠季军、个人全能第五名。
- 2010年 全国青年体操锦标赛女子甲组：个人全能冠军、平衡木冠军、团体亚军、高低杠亚军。[1]
- 2011年 江苏昆山全国体操锦标赛女子团体亚军、高低杠季军、全能第六名[2]
- 2011年 全国青年体操锦标赛女子甲组：團體、高低杠冠軍，個人全能亞軍[1]
- 2011年 南昌城运会团体、个人全能、高低杠、自由体操金牌[3]，平衡木银牌
- 2011年 全國體操冠軍賽(香港) 平衡木冠軍，女子個人全能、高低杠亞軍
- 2012年 全國體操錦標賽女子高低杠亞軍
- 2012年 全國體操冠軍賽女子高低杠冠軍、全能亞軍
- 2012年 第五屆亞洲體操錦標賽女子團體冠軍、高低杠亞軍
- 2013年 全國體操錦標賽女子高低杠冠軍
- 2013年 第十二屆全國運動會女子團體亞軍、高低杠季軍

*2013年 第四十四屆世界體操錦標賽女子高低杠冠軍
- 2014年 全國體操錦標賽女子團體冠軍、高低杠亞軍
- 2014年 第四十五屆世界體操錦標賽女子團體亞軍